# 波尔沃 (匈牙利)
波尔沃，是匈牙利维斯普雷姆州所辖的一个村，总面积28.13平方公里，总人口452，人口密度16.1人/平方公里（2010年1月1日）。